# Shimano

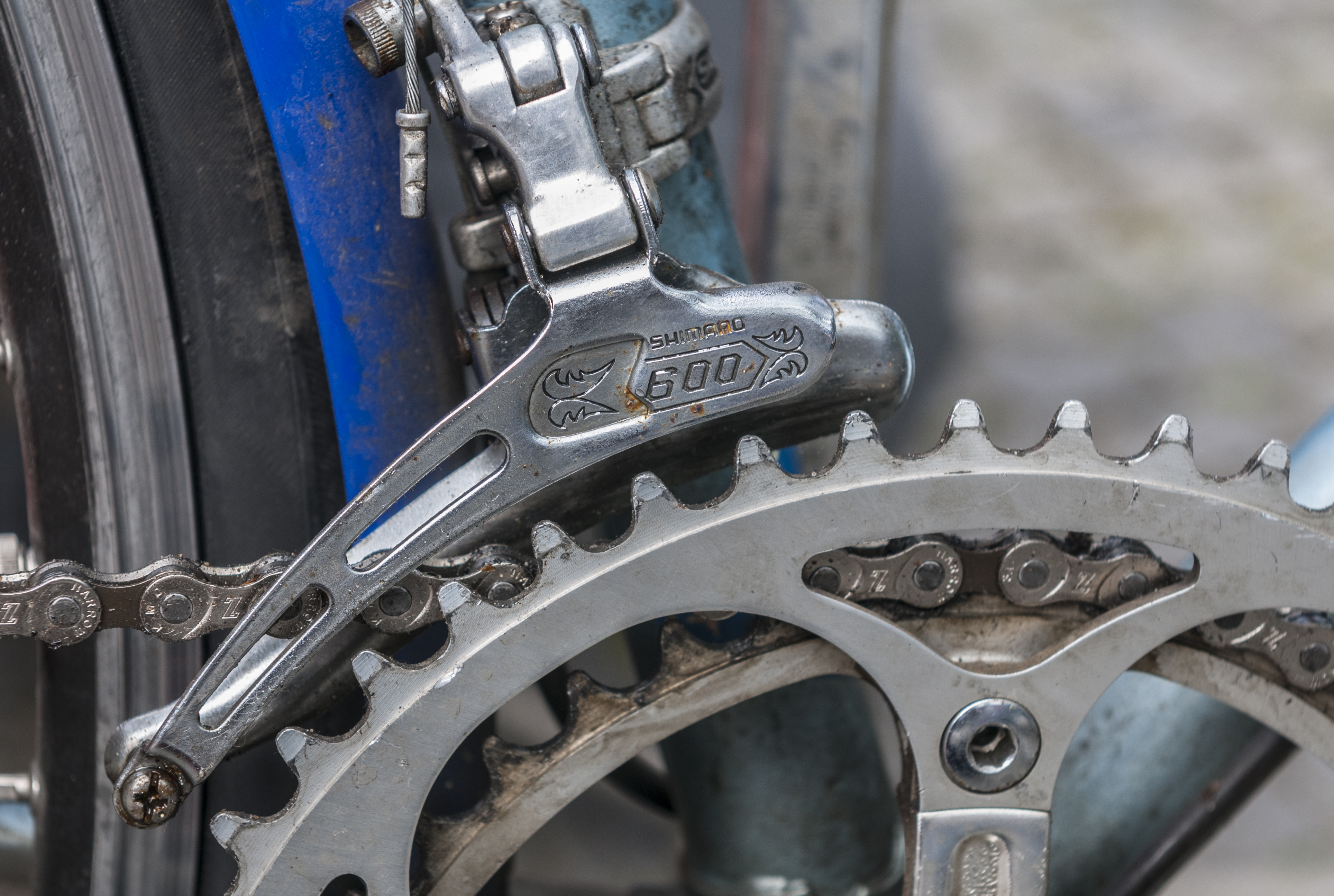
Shimano 600, 1980

Shimano (яп. 株式会社シマノ) — японська компанія, один з найбільших в світі виробників обладнання для велосипедів, а також спорядження для риболовлі і веслування. Штаб-квартира знаходиться в Осаці.
Заснована в лютому 1921 року.

## Власники та керівництво
Засновником компанії є Сіндзабуро Сімано.
Голова ради директорів компанії — Йосідзо Сімано (Yoshizo Shimano). Президент — Йодзо Сімано (Yozo Shimano).

## Діяльність
Компанія (поряд з американською компанією SRAM) є основним постачальником устаткування (гальмівних систем, манеток, перемикачів, зірок та ін.) для гірських велосипедів. Також позиції компанії сильні і на ринку обладнання для шосейних велосипедів (тут основним конкурентом Shimano є компанія Campagnolo).
До 2005 року компанія виробляла устаткування для гольфу, але відмовилася від цієї галузі діяльності у зв'язку з низькою прибутковістю.
Продажі в країни Європи займають 41 % в загальному обсязі продажів, в країни Північної Америки — 17 %. При цьому основні виробничі потужності японської компанії розташовані в Малайзії та Сінгапурі.
Виручка компанії в 2005 році склала $ 1,4 млрд (з них 75 % забезпечив велосипедний напрямок діяльності, 23 % — продаж обладнання для риболовлі).

## Критика
Знавці і ентузіасти велосипедного спорту часто критикують Shimano за надмірно часту зміну стандартів обладнання, що вимушує велосипедистів, які хочуть замінити один компонент на своєму байку, купувати і інші деталі.[джерело?]